# 异叶苣苔
异叶苣苔（学名：Whytockia chiritiflora）为苦苣苔科异叶苣苔属下的一个种。

## 扩展阅读
- 維基物種上的相關：异叶苣苔